# Pillansia
Pillansia é um género botânico pertencente à família Iridaceae.